# Nemčice
Nemčice (Hongaars: Nyitranémeti) is een Slowaakse gemeente in de regio Nitra, en maakt deel uit van het district Topoľčany.
Nemčice telt 947 inwoners.